# Stade de Franceville
Lo Stade de Franceville è un impianto polivalente situato a Franceville, in Gabon. 

## Storia
Inaugurato nel 2005, l'impianto aveva una capienza di diecimila spettatori. Tra i il 2010 e il 2011, in vista dell'imminente Coppa d'Africa che vedeva proprio il Gabon come nazione ospitante insieme alla Guinea Equatoriale, lo stadio è stato restaurato ed ampliato fino alla capienza attuale. Nel corso della Coppa d'Africa del 2012, ha ospitato sei incontri della fase a gironi, più un quarto di finale.
Durante la Coppa d'Africa 2017, che ha visto di nuovo il Gabon quale nazione ospitante del torneo, lo Stade de Franceville ha ospitato sei partite della fase a giorni, più un quarto di finale e una semifinale.